# Llac Dysnai
El llac Dysnai és el segon llac més gros de Lituània. Amb una profunditat màxima de només 6 metres és un dels llacs menys profunds del país. El llac està situat al districte municipal d'Ignalina, a uns 3 km al sud de la ciutat de Dūkštas.
El Dysnai està connectat amb el llac Dysnykštis. El riu Dysna, tributari del riu Daugava, flueix a través del llac. Des de 1988, acull anualment el festival Dysnai celebrat per treballadors de les proximitats de la central nuclear d'Ignalina.